# Вебсеріал
Вебсеріал (до 2019 року — веб-серіал, англ. Web series) — серія відео, як правило, в епізодичній формі, що опублікована в мережі Інтернет. Одна серія вебсеріалу носить назву «вебепізод». Вебсеріали можуть бути й анімаційними.
Вебсеріали найчастіше є аматорськими, але є і професійні, наприклад «Помаранчевий — хіт сезону», «Вася і карантин», «За вікном» тощо.
В 2004—2006 роках велику популярність отримали декілька незалежних вебсеріалів — зокрема, серіал «Червоні проти Синіх», створений компанією Rooster Teeth Productions, який досі вважається найдовшим вебсеріалом. Серіали поширюються, переважно, через такі відео-хостинги, як YouTube, Vimeo, а також через соціальні мережі.

## Види вебсеріалів та їхні автори
Автор може сам придумати ідею свого вебсеріалу та написати сценарій. Але, незважаючи на це, дуже популярні фан-вебсеріали, або вебсеріали фан-мейду. Таким серіалом є, наприклад FNAF, створений за мотивами однойменної гри.
Також, вебсеріали можуть бути зроблені за допомогою анімації. Такими серіалами є «Бісить» російського аніматора Федора Нечитайла, що працює під псевдонімом Fedor Comix.
Ще один вид вебсеріалу — пародія. Наприклад, анімаційний вебсеріал «рос. Летучая мышца» є суцільною пародією на Бетмена, та DC Comics. Автор серіалу — відеоблогер та майстер дубляжу Сиєндук.

## Українські вебсеріали
«За вікном» Карантин серіал. (2020 р.) [Архівовано 7 вересня 2021 у Wayback Machine.]

## Російські вебсеріали, зняті в Україні
- «Нова поліція» (2015; ситком)
- «Касирка Люба» (рос. Кассирша Люба) (2018; ситком) (знятий російською, проте частковий український дубляж)[3][4]
- «Хостел» (2019; ситком)[5][6]
- «Svoe Kino» (2019; серіаліті)[7][8]
- «КОРОНтин» (2020; screenlife)[9]
- «Чатнуті» (рос. Чатнутые) (2020; ситком, screenlife)[10][11]